# 1976 في نيوزيلندا
فيما يلي قوائم الأحداث التي وقعت خلال عام 1976 في نيوزيلندا.

## رياضة
- 1 يناير – كأس نيوزيلندا 1976 الفائز كرايستشرش يونايتد.

## مواليد

### يناير
- 1 يناير – بيتر ماكنزي
- 1 يناير – روب ونايت
- 1 يناير – ستيف كار فنان نيوزيلندي.
- 1 يناير – سونيا لاسي
- 26 يناير – براد فلمنج لاعب رغبي نيوزيلندي.

### فبراير
- 3 فبراير – بيتر ادمون درّاج طريق نيوزيلندي.
- 3 فبراير – روبي باول لاعب دوري رغبي نيوزيلندي.
- 12 فبراير – كريستيان كولين لاعب رغبي نيوزيلندي.
- 18 فبراير – ستيفن لونش لاعب كركيت نيوزيلندي.

### مارس
- 1 مارس – داني لي لاعب رغبي نيوزيلندي.
- 3 مارس – جيف بيلينجهام لاعب تنس الريشة.
- 5 مارس – نورمان ماكسويل لاعب رغبي نيوزيلندي.
- 14 مارس – سارة أولمر درّاجة طريق نيوزيلندية.
- 31 مارس – آنا ستانلي لاعبة كرة شبكة نيوزيلندية.

### أبريل
- 1 أبريل – غلين هوارد منافِس أوليمبي نيوزيلندي.
- 7 أبريل – ماثيو سبينس لاعب دوري رغبي نيوزيلندي.
- 10 أبريل – جايسون ريتشاردز سائق سباق نيوزيلندي.
- 15 أبريل – داريل فيشر لاعب دوري رغبي نيوزيلندي.

### مايو
- 24 مايو – كاترين كوكس لاعبة كرة شبكة أسترالية.
- 30 مايو – بول هنري لاعب كرة سلة نيوزيلندي.

### يونيو
- 11 يونيو – سكوت غويتون درّاج طريق نيوزيلندي.
- 18 يونيو – كالفين هوارث
- 29 يونيو – بريت ماكنزي ممثل نيوزيلندي.

### يوليو
- 10 يوليو – لاين أوبراين لاعب كركيت نيوزيلندي.
- 16 يوليو – هاميش بارتون لاعب كركيت أرجنتيني.
- 26 يوليو – غاريث ويست لاعب كركيت نيوزيلندي.

### أغسطس
- 16 أغسطس – ليا هايوود مغنية أسترالية.

### سبتمبر
- 3 سبتمبر – إيفان فيسليتش لاعب كرة قدم نيوزلندي.
- 10 سبتمبر – جريج هندرسون درّاج طريق نيوزيلندي.
- 22 سبتمبر – سالا بيكر ممثل نيوزيلندي.

### أكتوبر
- 2 أكتوبر – أنغوس شيلفورد ملاكم نيوزيلندي.
- 3 أكتوبر – سيمون ويلز
- 17 أكتوبر – جلان تشادويك درّاج طريق نيوزيلندي.

### نوفمبر
- 11 نوفمبر – دونكان درو لاعب كركيت نيوزيلندي.
- 20 نوفمبر – دوغ فيني
- 22 نوفمبر – جوناثان بيري لاعب كرة قدم نيوزيلندي.
- 24 نوفمبر – غاريث هوبكينز لاعب كركيت نيوزيلندي.

### ديسمبر
- 1 ديسمبر – دين أوجورمان ممثل نيوزيلندي.
- 3 ديسمبر – بايرون كيلهير لاعب رغبي نيوزيلندي.
- 6 ديسمبر – باورا وينيتانا لاعب كرة سلة نيوزيلندي.
- 11 ديسمبر – ميليسا هولت درّاجة طريق نيوزيلندية.
- 13 ديسمبر – مارك باستون لاعب كرة قدم نيوزلندي.
- 14 ديسمبر – كيث روبنسون لاعب رغبي نيوزيلندي.
- 21 ديسمبر – مارك ديكل لاعب كرة سلة نيوزيلندي.

## وفيات

### يناير
- 26 يناير – إف. إتش ماينارد (مواليد 1893) طيار بطل نيوزيلندي.

### أبريل
- 10 أبريل – تشارلز سميث (مواليد 1909)

### مايو
- 3 مايو – إدوين أبوت (مواليد 1909) لاعب دوري رغبي نيوزيلندي.

### أغسطس
- 4 أغسطس – فرنسيس أوزوالد بينيت (مواليد 1898) طبيب نيوزيلندي.
- 19 أغسطس – كين وادزورث (مواليد 1946) لاعب كركيت نيوزيلندي.
- 21 أغسطس – كين جيمس (مواليد 1904) لاعب كركيت نيوزيلندي.
- 30 أغسطس – بيتر وليامز (مواليد 1884) لاعب اتحاد رغبي نيوزيلندي.

### أكتوبر
- 23 أكتوبر – آن إيلدر (مواليد 1918)

### نوفمبر
- 9 نوفمبر – أندرو تود (مواليد 1904)
- 10 نوفمبر – تشيستر هولاند (مواليد 1888) لاعب كركيت نيوزيلندي.